# Белоглави орао
Белоглави орао (лат. Haliaeetus leucocephalus) је птица грабљивица из Северне Америке, позната још као национална птица и симбол Сједињених Америчких Држава. Подручје на којима се птица настањује се простире на већи део Канаде и Аљаске, САД и северни део Мексика. Налази се у близини великих вода која су богата храном и високог дрвећа које користи за прављење гнезда. Врста је крајем XX века била на ивици истребљења, али сада има стабилну популацију тако да је уклоњена са листе угрожених врста у Сједињеним Америчким Државама.
Перје одрасле птице је браон боје сем главе и репа који су прекривени белим перјем, док су кљун и ноге светложути. Реп је средње дуг.
Белоглави орао спада у крупне птице. Дужина тела одрасле јединке је 70 - 102 центиметара, распон крила је до 2,44 метра, масе од 2,5 до 7 килограма. Женка је за 25 процената већа од мужјака. Највеће су птице на Аљасци, где крупна женка може да пређе 7,5 кг, и распоном крила од 2,4 метра. Његова исхрана се састоји углавном од рибе. Птица је полно зрела са 4-5 година живота. Животни век птице је у просеку 20 година, али у заробљеништву може да буде и нешто дужи.

## Размножавање
Белоглави орао прави највеће птичије гнездо у Северној Америци, до 4 метра дубине, 2,5 метара ширине и достиже масу од 1 тоне. Пар се враћа увек у исто гнездо које надограђује сваке године. Забележено је (на Флориди) гнездо величине 6,1 метара дубоко, 2,9 метара широко и 2,7 тоне тешко. Женка снесе 1 до 3 јаја, на којим неизменично леже. Док је једна птица на јајима друга је у потрази за храном. Јаја су у просеку дуга 73 милиметара и имају обим од 55 милиметара.